# Javier Garrido Behobide
Javier Garrido Behobide (Irun, 15 de març de 1985) és un exfutbolista basc, que ocupava la posició de defensa.

## Trajectòria
Format al planter de la Reial Societat, el 2002 puja a l'equip B, on roman fins al 2004. Debuta amb el primer conjunt donostiarra el 8 d'octubre de 2003, en partit de la Copa del rei davant el Reial Oviedo. A la temporada 04/05 promociona al primer equip, substituint la baixa deixada per Aranzábal. Al conjunt reialista hi roman tres temporades a la màxima categoria, sumant 86 partits i un gol.
L'agost del 2007, després del descens dels bascos a la Segona Divisió, fitxa pel conjunt anglès del Manchester City per 2,2 milions d'euros. Comença de titular, en la millor arrancada de la història de l'equip. A voltes de Nadal, però, és reemplaçat per Michael Ball. A la seua segona temporada només hi disputa 13 partits, la meitat de l'anterior.